# Macon 300 1969
Macon 300 1969 var ett stockcarlopp ingående i Nascar Grand National Series (nuvarande Nascar Cup Series) som kördes 1 juni 1969 på den 0,5 mile (804,672 meter) långa ovalbanan Middle Georgia Raceway i Macon i Georgia. Totalt avverkades 150 miles (241,401 km) fördelat på 300 varv. Banunderlaget var asfalt. Loppet vanns av Bobby Isaac i en Dodge på tiden 2:02.05 körande för K&K Insurance Racing. Pearsons snitthastighet var 73.717 mph. Prispotten uppgick till 13 125 dollar, varav 2 500 dollar gick till segraren.

## Resultat
| Plc     | Nr | Förare             | Team/ bilägare            | Konstruktör | Start | Varv | Ledda varv |
| ------- | -- | ------------------ | ------------------------- | ----------- | ----- | ---- | ---------- |
| 1       | 71 | Bobby Isaac        | K&K Insurance Racing      | Dodge       | 2     | 300  | 179        |
| 2       | 17 | David Pearson      | Holman Moody              | Ford        | 1     | 300  | 121        |
| 3       | 43 | Richard Petty      | Petty Enterprises         | Ford        | 3     | 299  | 0          |
| 4       | 4  | John Sears         | DeWitt Racing             | Ford        | 7     | 295  | 0          |
| 5       | 06 | Neil Castles       | Neil Castles              | Plymouth    | 9     | 295  | 0          |
| 6       | 2  | Bobby Allison      | Bobby Allison Motorsports | Chevrolet   | 6     | 294  | 0          |
| 7       | 39 | Friday Hassler     | Friday Hassler            | Chevrolet   | 10    | 291  | 0          |
| 8       | 64 | Elmo Langley       | Langley-Woodfield Racing  | Ford        | 11    | 291  | 0          |
| 9       | 32 | Dick Brooks        | Brooks Racing             | Plymouth    | 8     | 283  | 0          |
| 10      | 70 | J.D. McDuffie      | McDuffie Racing           | Buick       | 21    | 276  | 0          |
| 11      | 34 | Wendell Scott      | Scott Racing              | Ford        | 16    | 275  | 0          |
| 12      | 76 | Ben Arnold         | Don Culpepper             | Ford        | 20    | 262  | 0          |
| 13      | 30 | Dave Marcis        | Milt Lunda                | Dodge       | 5     | 247  | 0          |
| 14      | 0  | Earl Brooks        | Don Tarr                  | Chevrolet   | 22    | 245  | 0          |
| 15      | 96 | Frank Warren       | Warren Racing             | Ford        | 23    | 242  | 0          |
| 16      | 10 | Bill Champion      | Champion Racing           | Ford        | 15    | 229  | 0          |
| 17      | 25 | Jabe Thomas        | Robertson Racing          | Plymouth    | 14    | 144  | 0          |
| 18      | 03 | Richard Brickhouse | Dub Clewis                | Plymouth    | 13    | 107  | 0          |
| 19      | 45 | Bill Seifert       | Seifert Racing            | Ford        | 18    | 101  | 0          |
| 20      | 48 | James Hylton       | Hylton Engineering        | Dodge       | 4     | 89   | 0          |
| 21      | 47 | Cecil Gordon       | Seifert Racing            | Ford        | 17    | 35   | 0          |
| 22      | 08 | E.J. Trivette      | E.C. Reid                 | Chevrolet   | 19    | 26   | 0          |
| 23      | 18 | Dick Johnson       | Dick Johnson              | Ford        | 12    | 17   | 0          |
| 24      | 23 | Paul Dean Holt     | Dennis Holt               | Ford        | 24    | 12   | 0          |
| Källor: |    |                    |                           |             |       |      |            |